# Mont Herzl
El Mont Herzl (hebreu: הר הרצל, Har Hértsel‎; també הר הזכרון, Har ha-Zikkaron, literalment ‘Mont del Record’) és un puig de Jerusalem on es troba el cementiri nacional d'Israel. El seu nom és donat en honor del fundador del nou sionisme, Theodor Herzl. Aquest cementiri aquesta destinat a abrigar als herois de guerra de l'Estat d'Israel i els seus caps d'estat i de govern, i també dels ex presidents del Kenésset (parlament). L'alçada de la muntanya és de 834 metres.
Immediatament després de la creació d'Israel en 1948, es va decidir enterrar als soldats de l'exèrcit israelià a la part nord de la Muntanya Herzl. després, en 1951, es va decidir enterrar el lideratge del país també al sud de Muntanya Herzl i establir el lloc en un cementiri nacional Isral. Uns anys més tard també es va decidir enterrar la policia i altres forces de seguretat al cementiri militar nacional.
Estan sepultats en el cementiri, entre d'altres, els ex primers ministres Yitshaq Rabín i Golda Meïr, els ex presidents i el líder liberal Zeev Jabotinsky. La tomba de Theodor Herzl es troba en el cim del puig.

## Cementiri Civil Nacional de l'Estat d'Israel (Helqat Guedolé ha-Ummà)

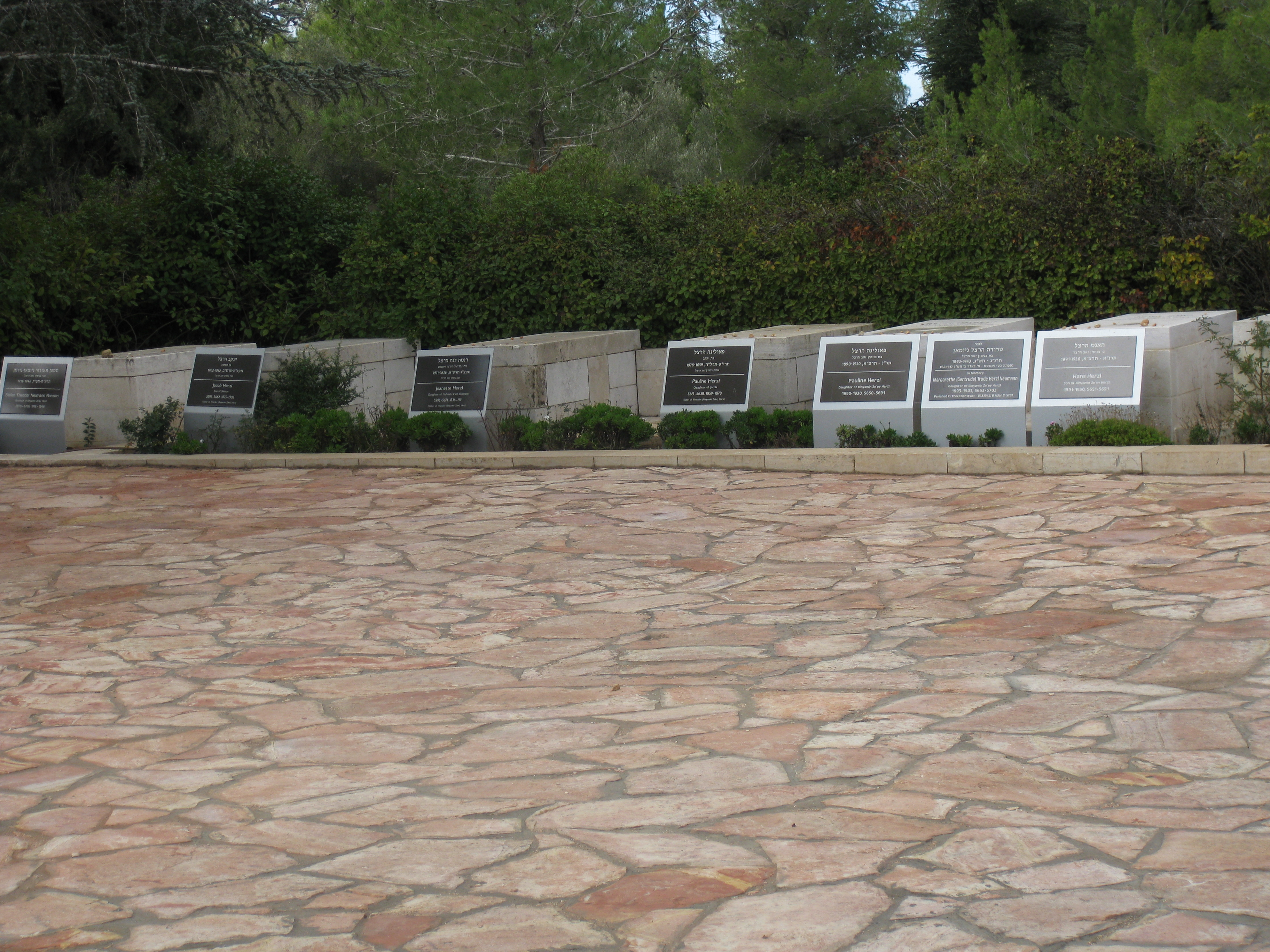
Tombes de la família Herzl

Cementiri principal dels dirigents del país.

### Museu Herzl
Un sistema interactiu de museu a la muntanya. Herzl ofereix una visió de la vida de Theodor Herzl, l'home darrere del somni d'una pàtria jueva.

### La Plaça del Mont Herzl
La plaça principal, on comença la cerimònia del Dia de la Independència d'Israel.

### Monument a víctimes del terrorisme a Israel
El Memorial a les víctimes d'actes de terror és un monument dedicat a totes les víctimes israelianes del terrorisme des de 1851 fins a l'actualitat.

## El cementiri nacional de policies i soldats

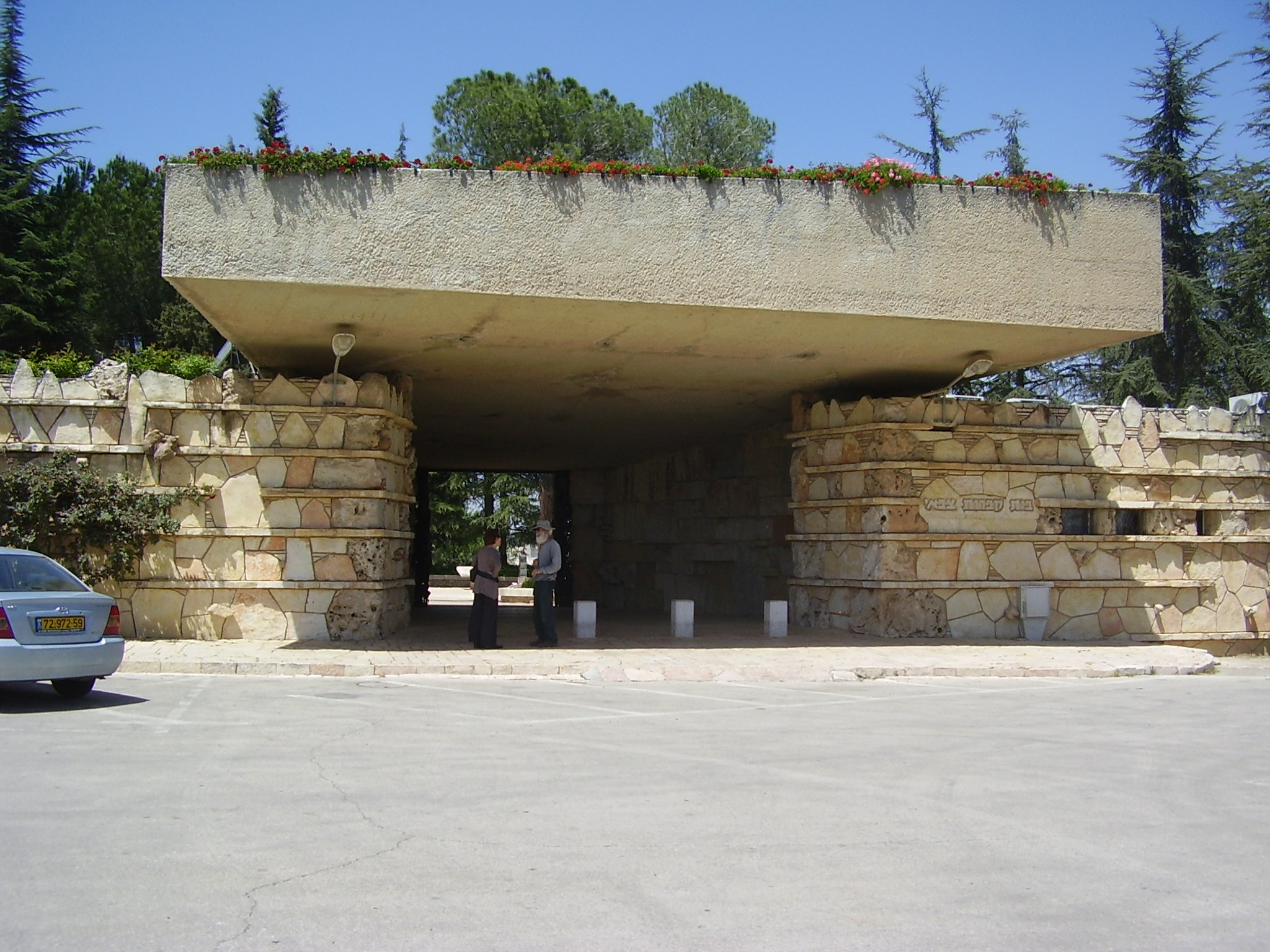
El cementiri nacional de policies i soldats

El cementiri principal d'Israel ha caigut defensant el país. Situat a la part nord de la muntanya.

### Jardí dels soldats desapareguts
El jardí dels soldats desapareguts, fou plantat en memòria dels soldats desapareguts des de 1914 fins avui.

### Tomba de tombes antigues
Una cova d'enterrament jueva de l'època del Segon Temple de Jerusalem, va ser descoberta el 1954 en un cementiri militar israelià.

### National Memorial Hall
El National memorial hall (en català: sala memorial nacional) És la sala commemorativa principal, amb els noms de tots els defensors i els soldats caiguts d'Israel des de 1860 fins a l'actualitat. La sala va obrir les portes el 2015, amb un nou monument dedicat al soldat desconegut.

## Memorials

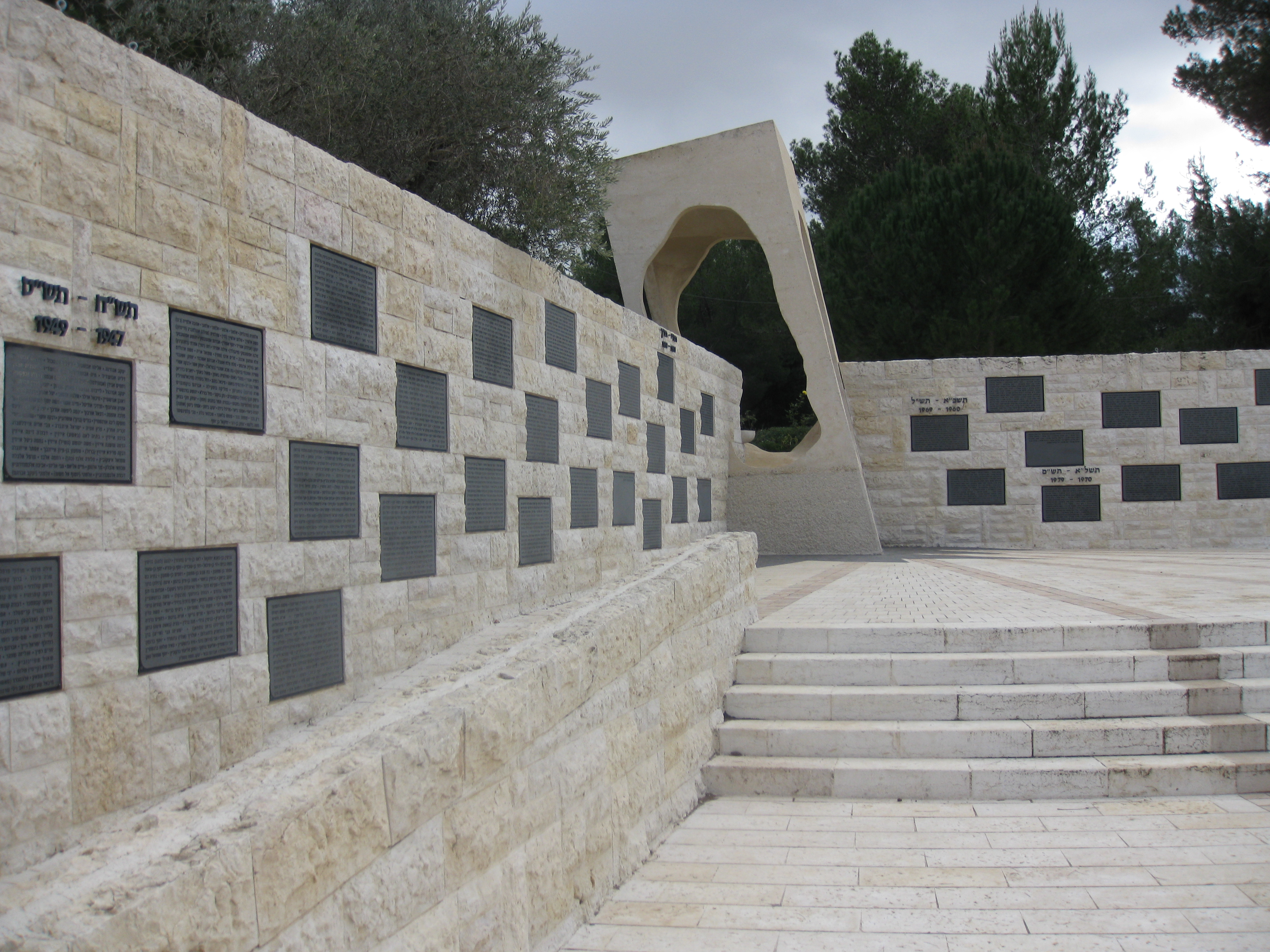
Monument a víctimes del terrorisme a Israel
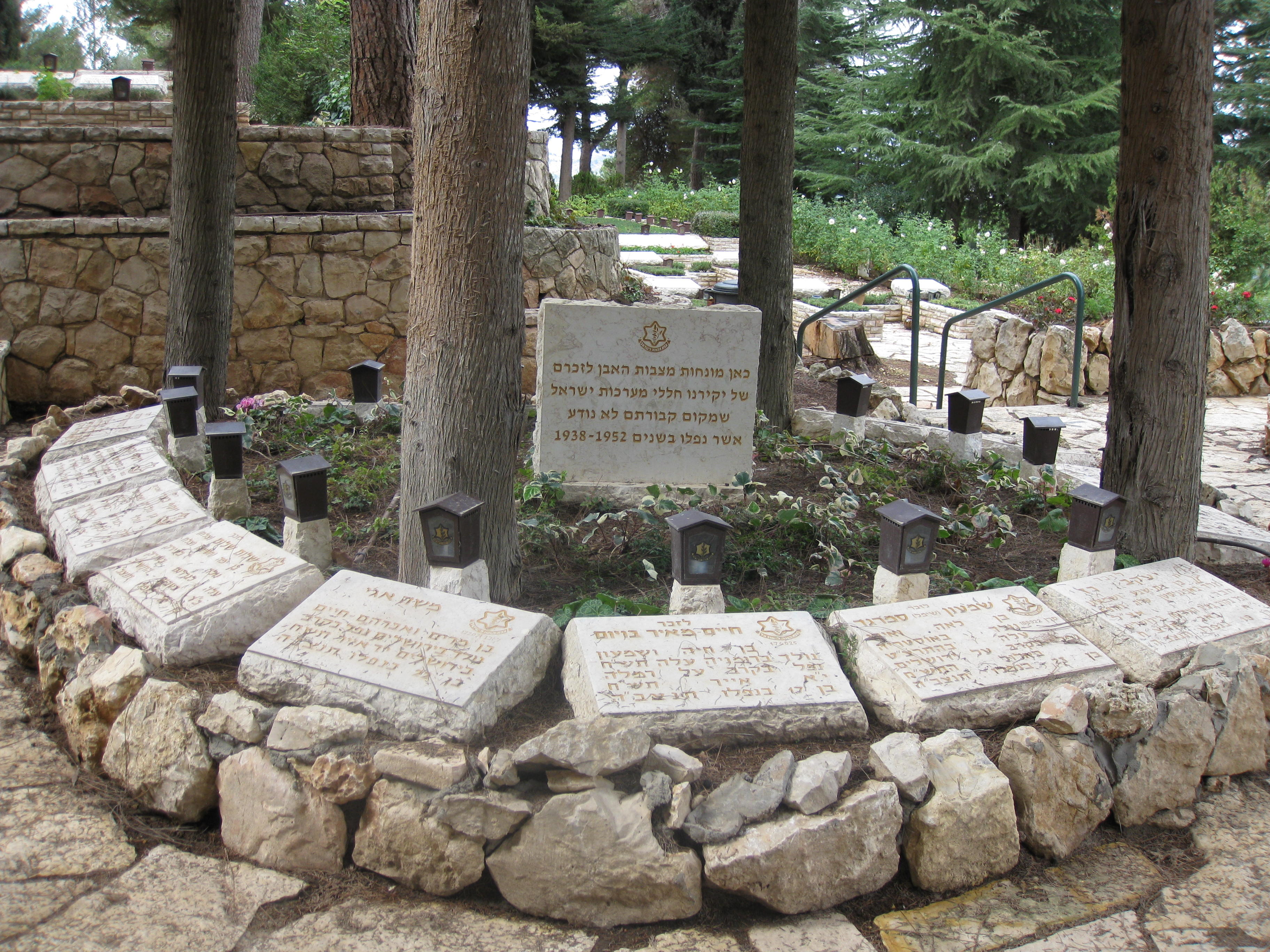
Jardí dels soldats desapareguts
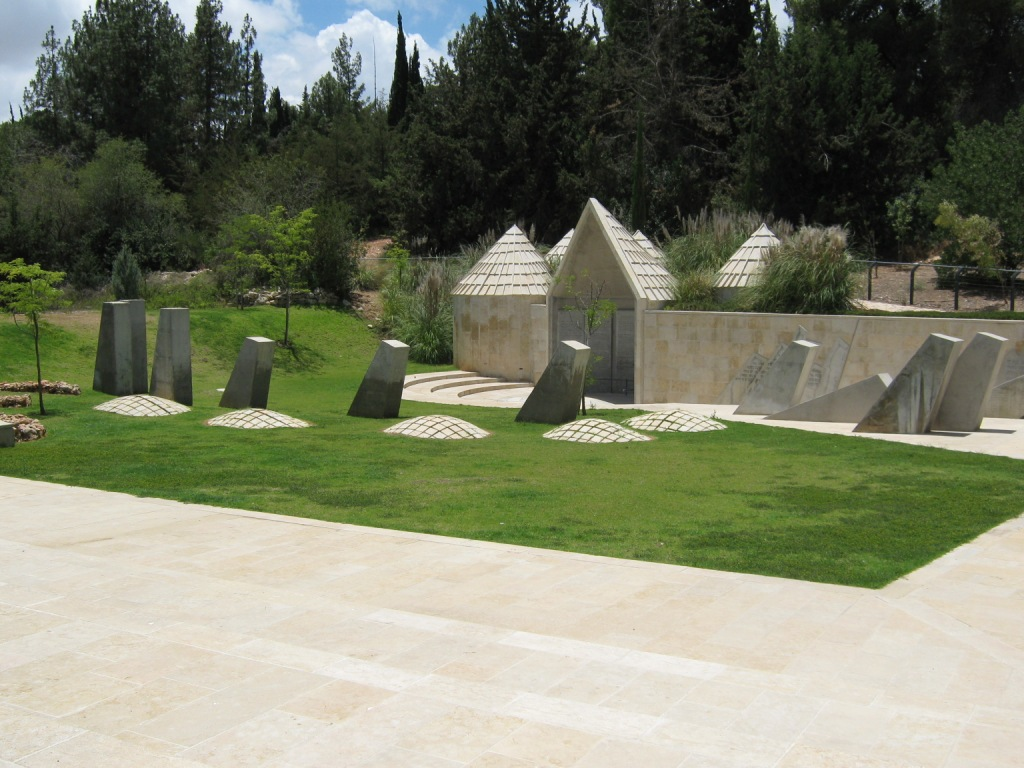
Memorial per honrar als jueus d'Etiòpia que van ser assassinats en el seu camí cap a Eretz Israel.
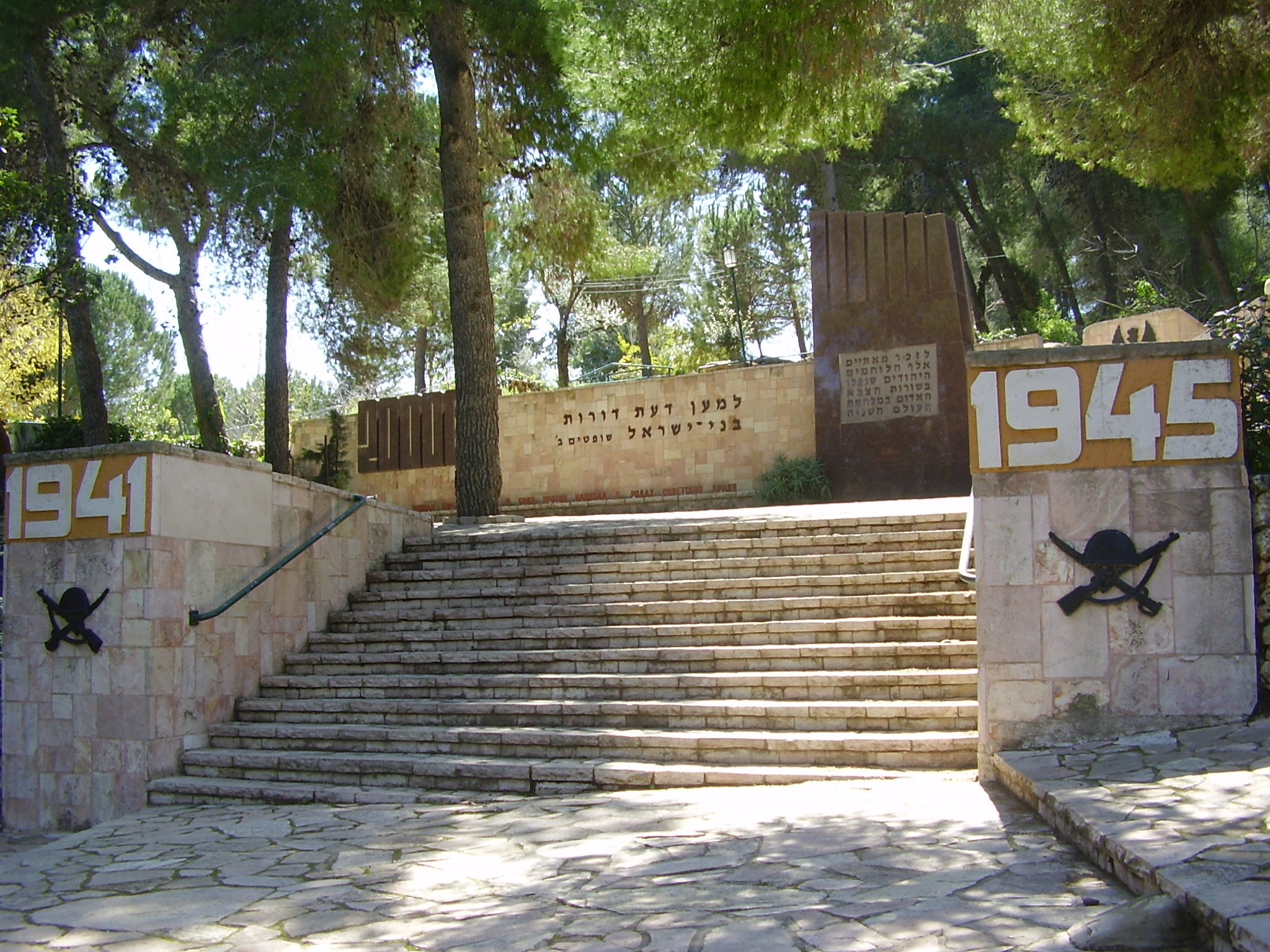
Memorials als soldats jueus que van lluitar per l'Exèrcit soviètic en la 2a Guerra Mundial
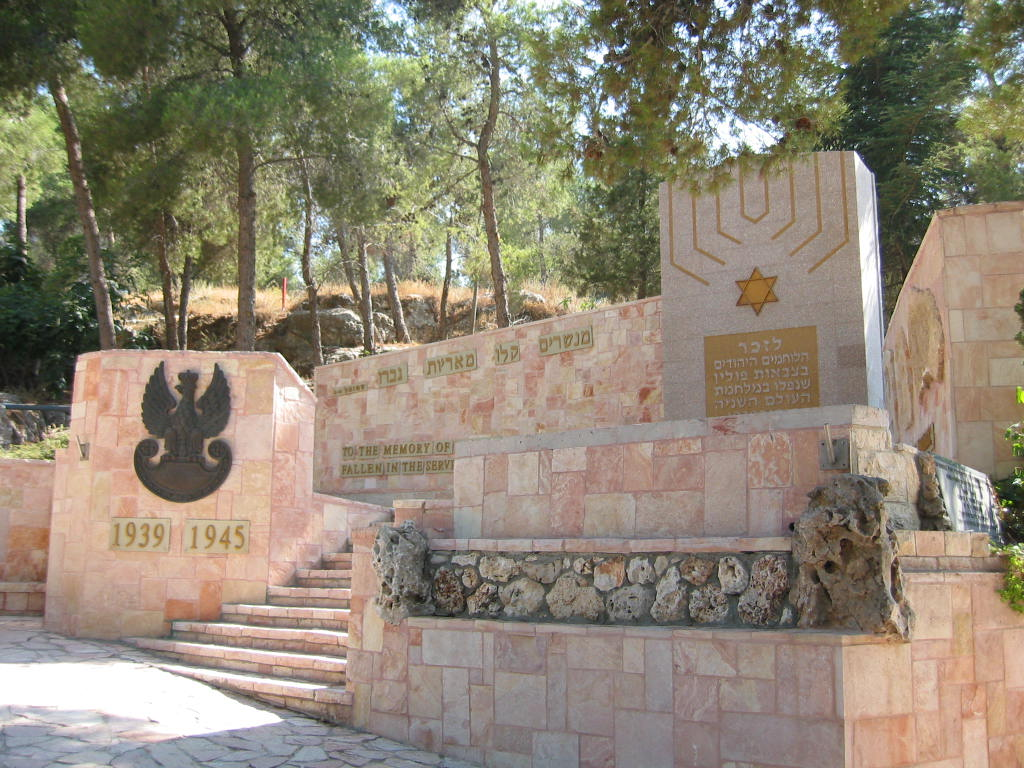
Memorials als soldats jueus que van lluitar per l'Exèrcit polonès en la 2a Guerra Mundial
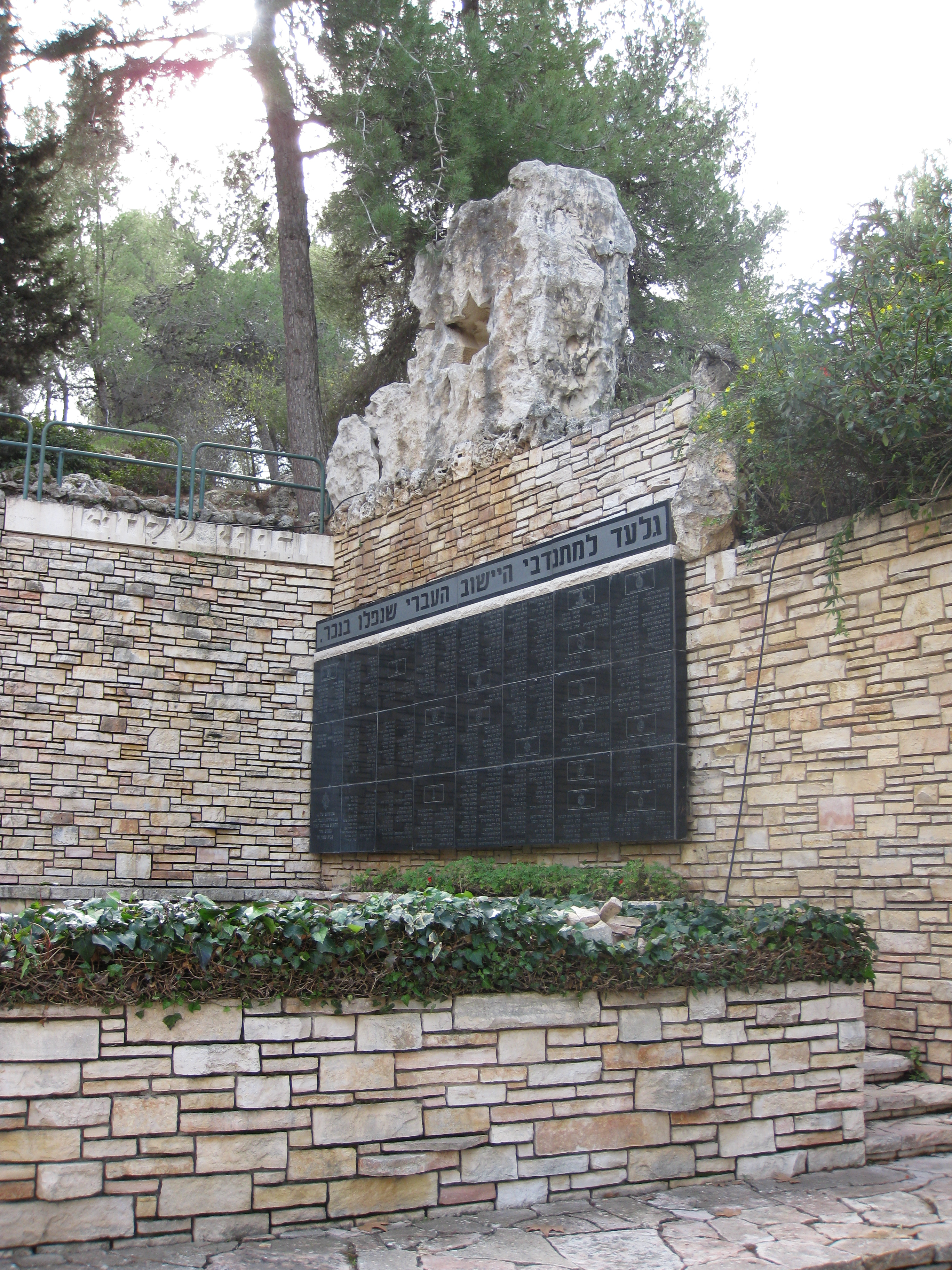
Memorial als soldats jueus que van lluitar per l'Exèrcit britànic en la 2a Guerra Mundial.
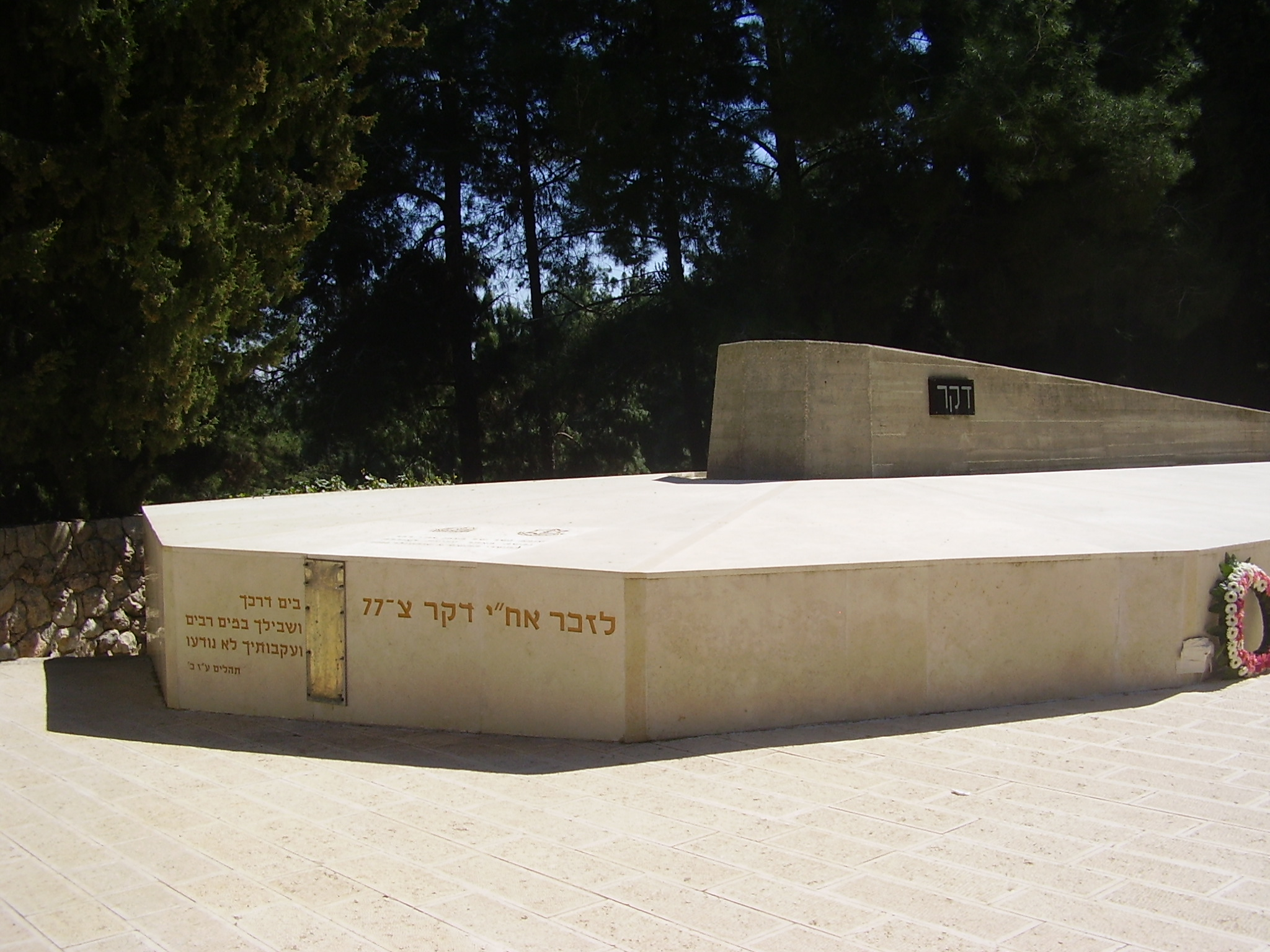
Memorial en record del submarí INS Dakar
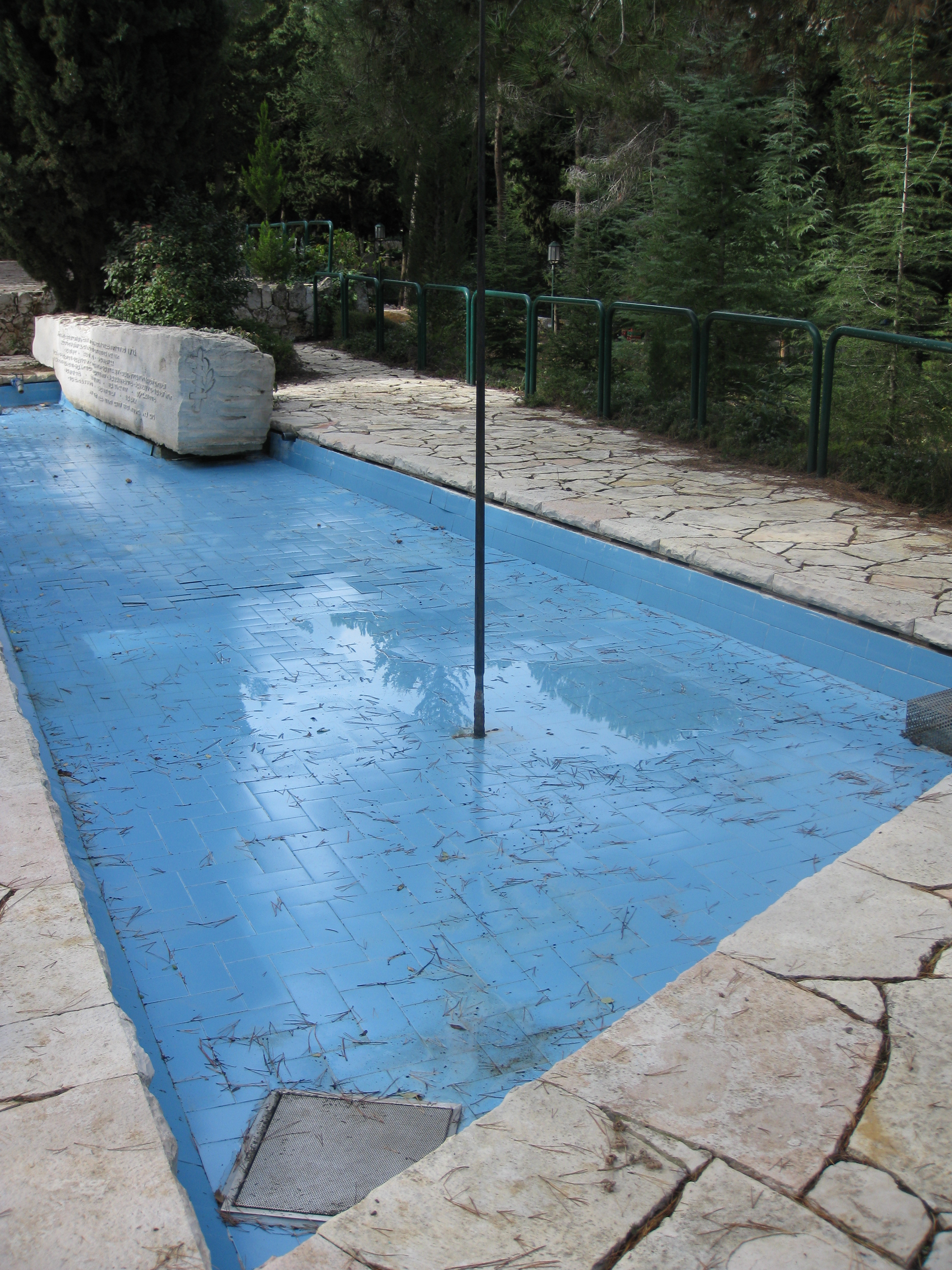
23 gent de mar memorial vaixell
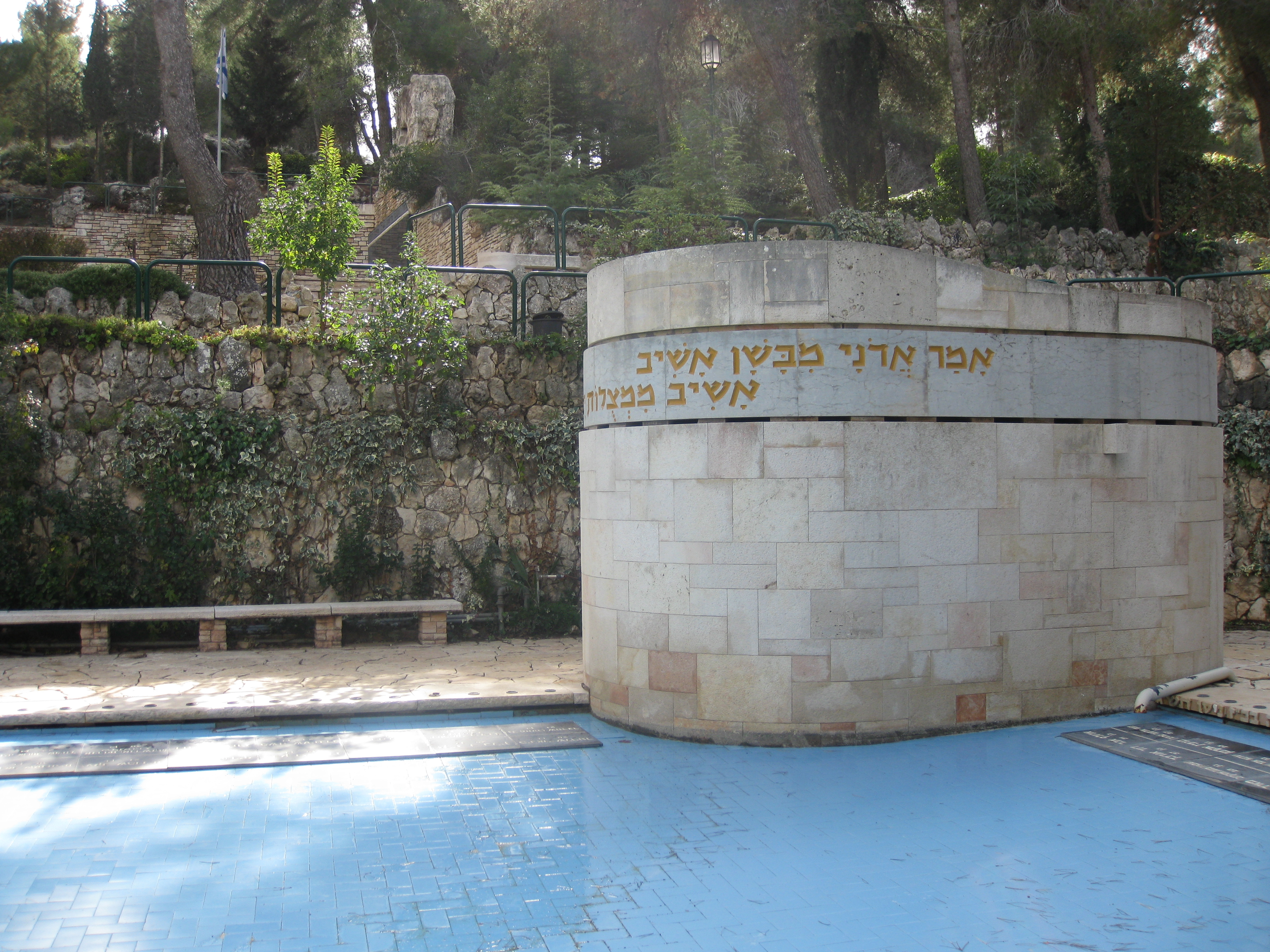
Memorial Erinpura
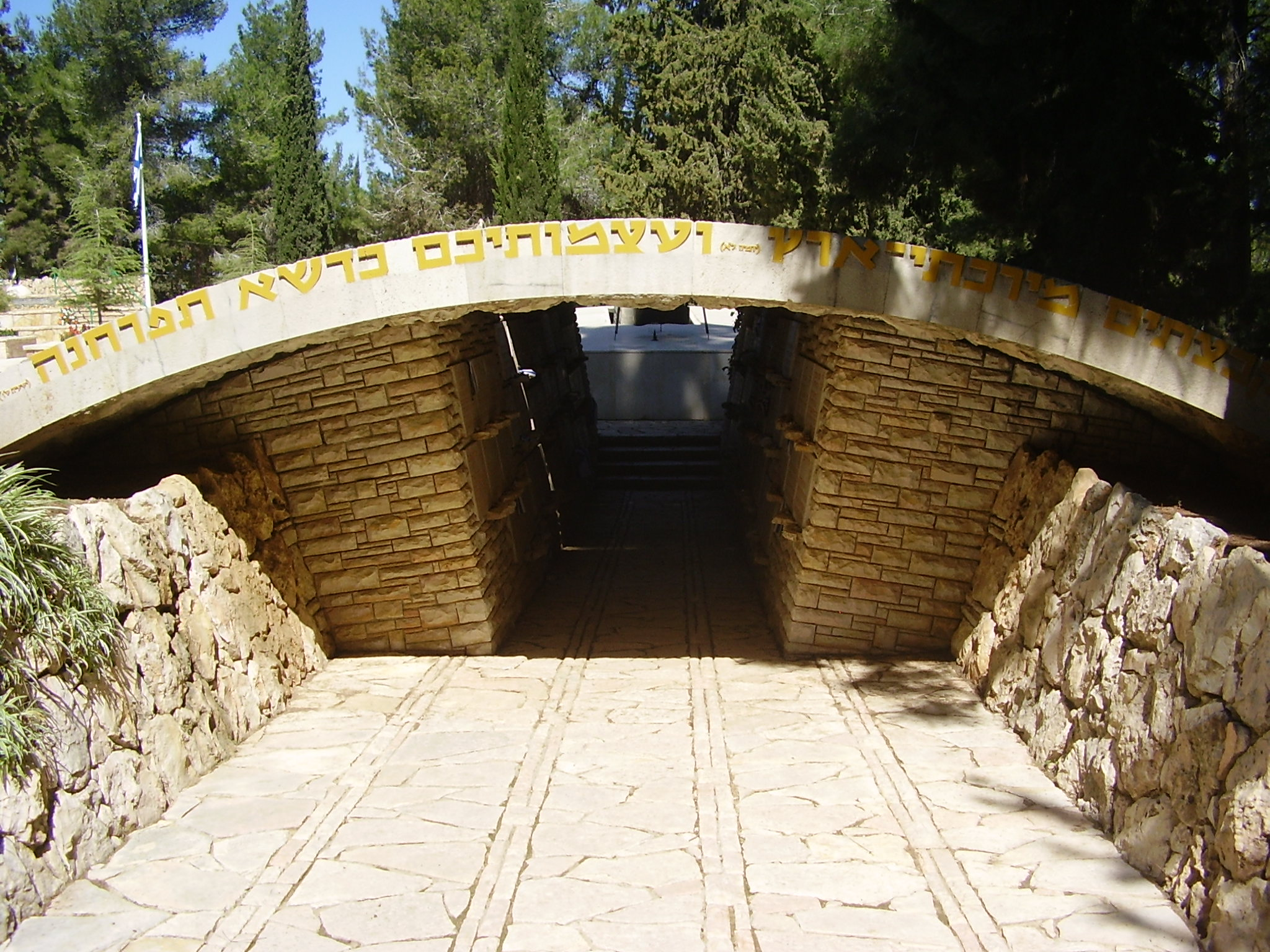
Memorial al call dels residents de Jerusalem que va caure el 1948
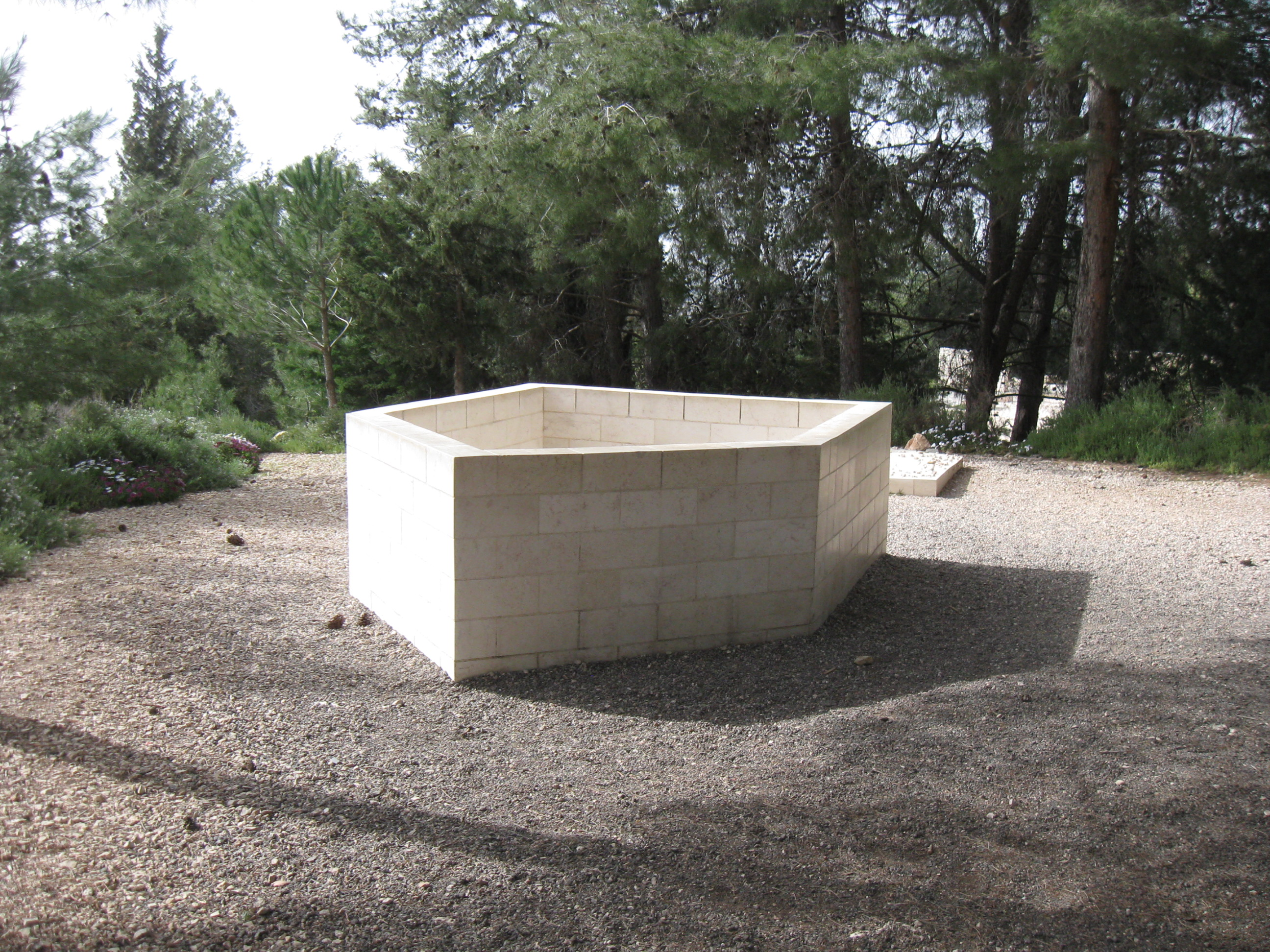
Memorial a l'última supervivent de l'Holocaust, que van caure en la Guerra de 1948

## Galeria

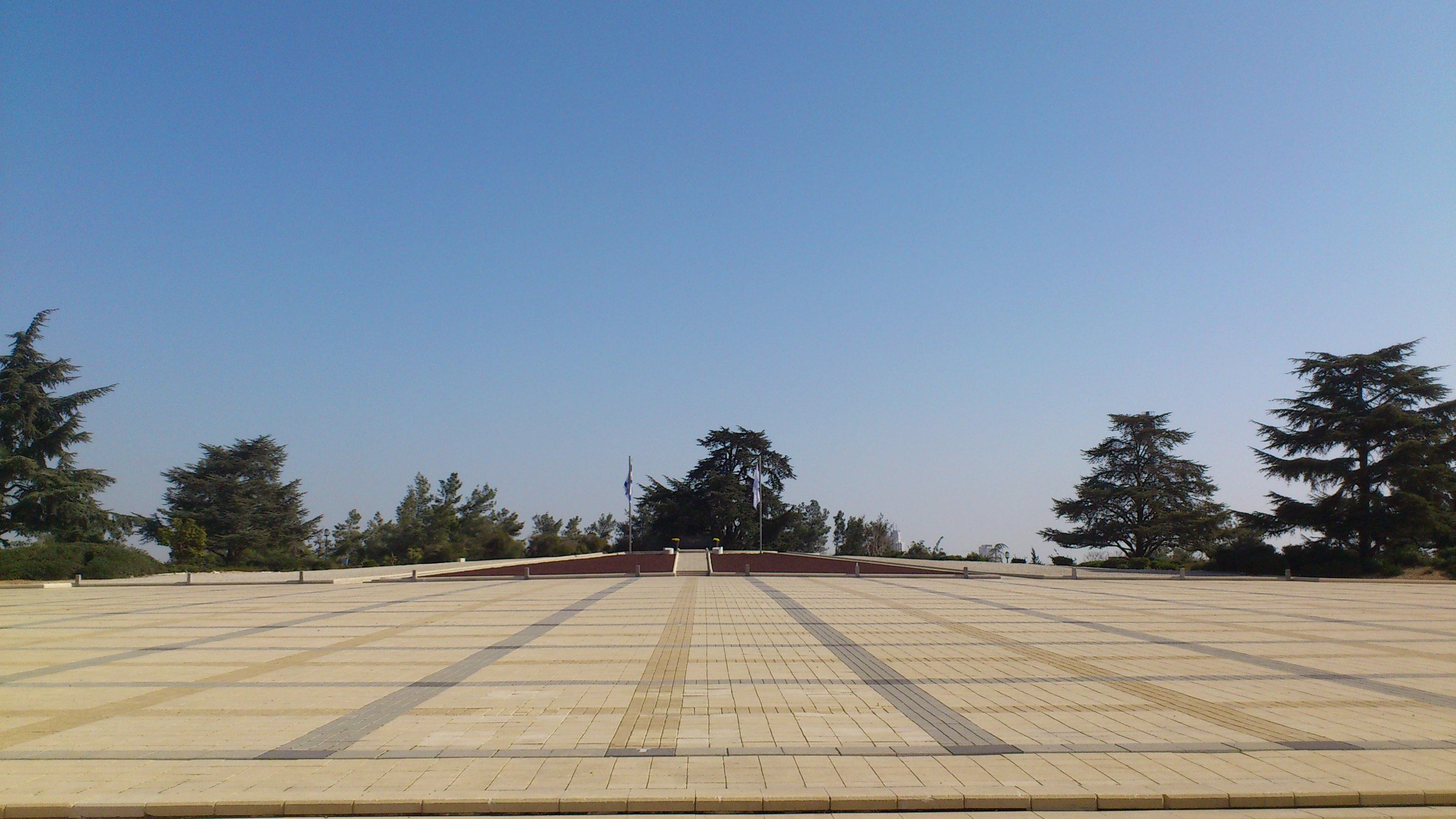
Plaça del Mont Herzl
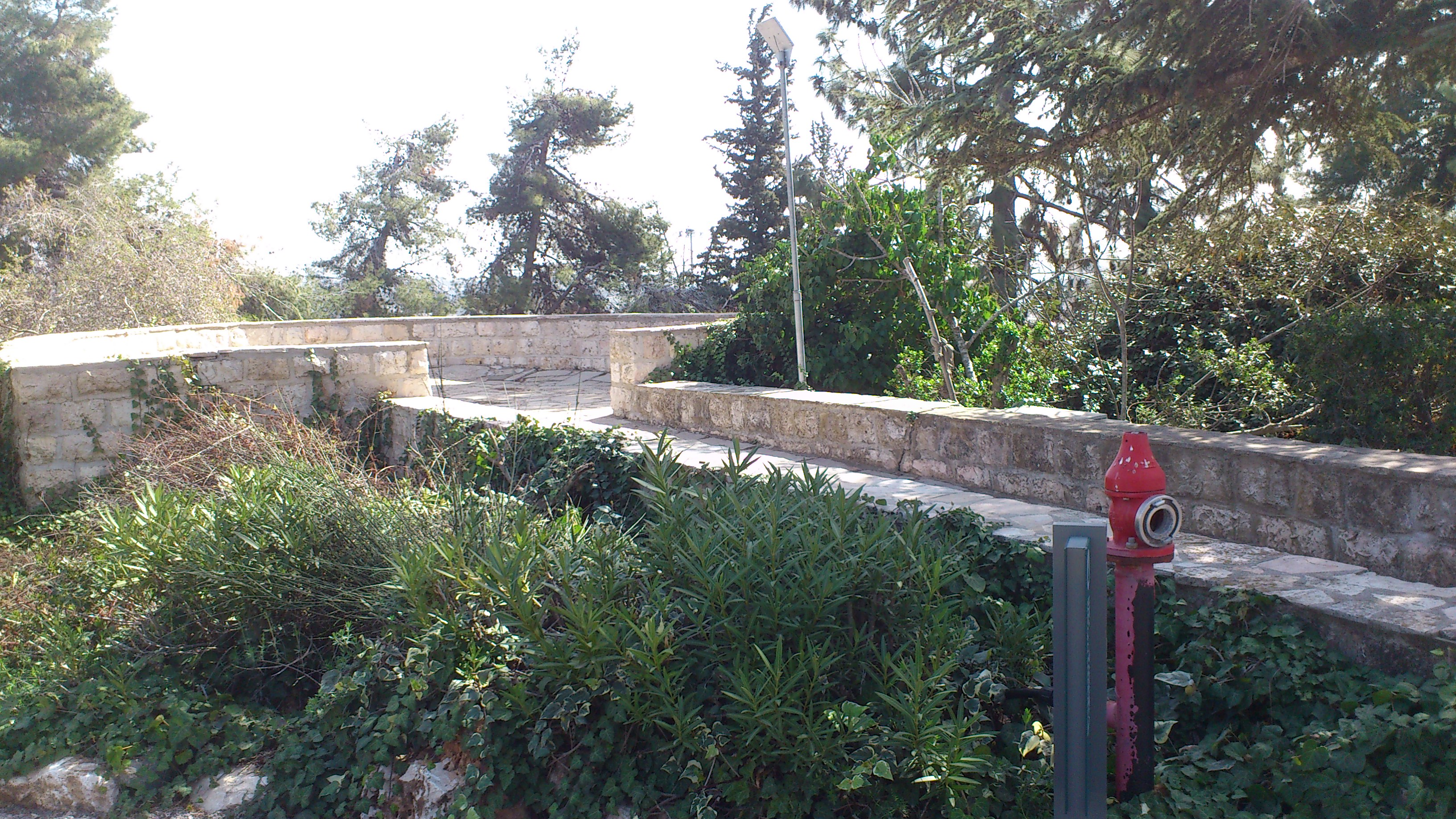
punt de vista
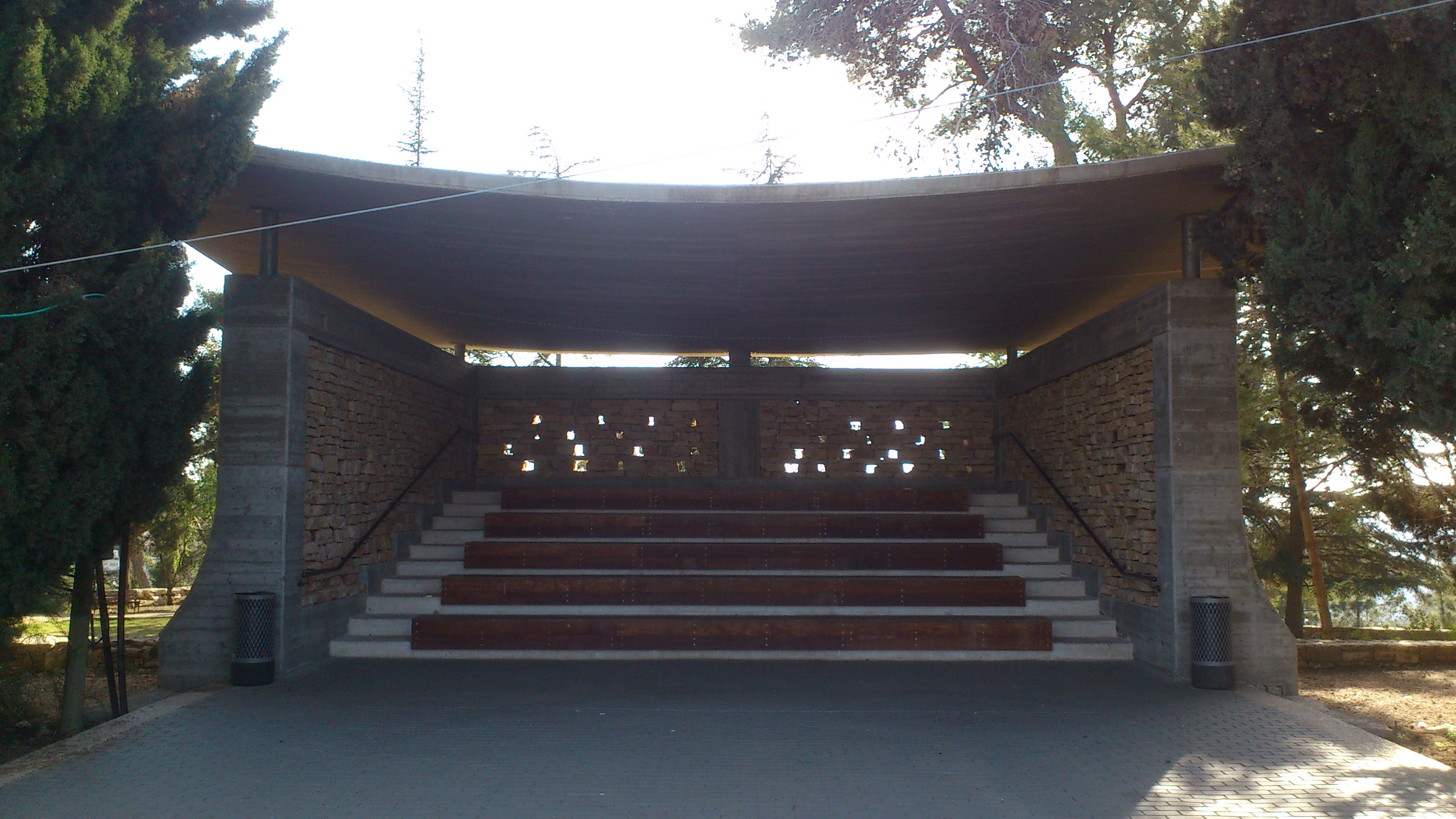
pavelló
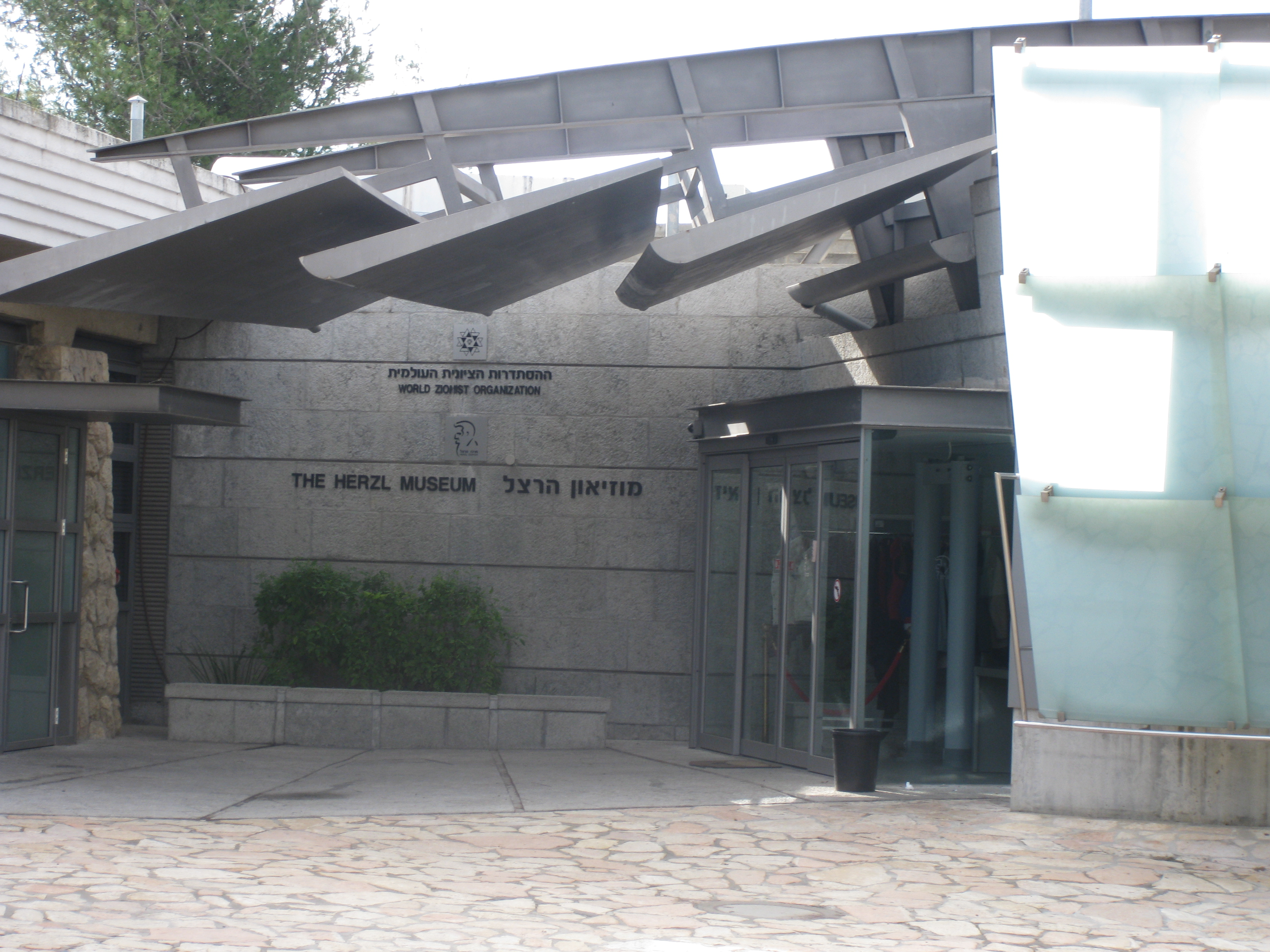
Museu Herzl
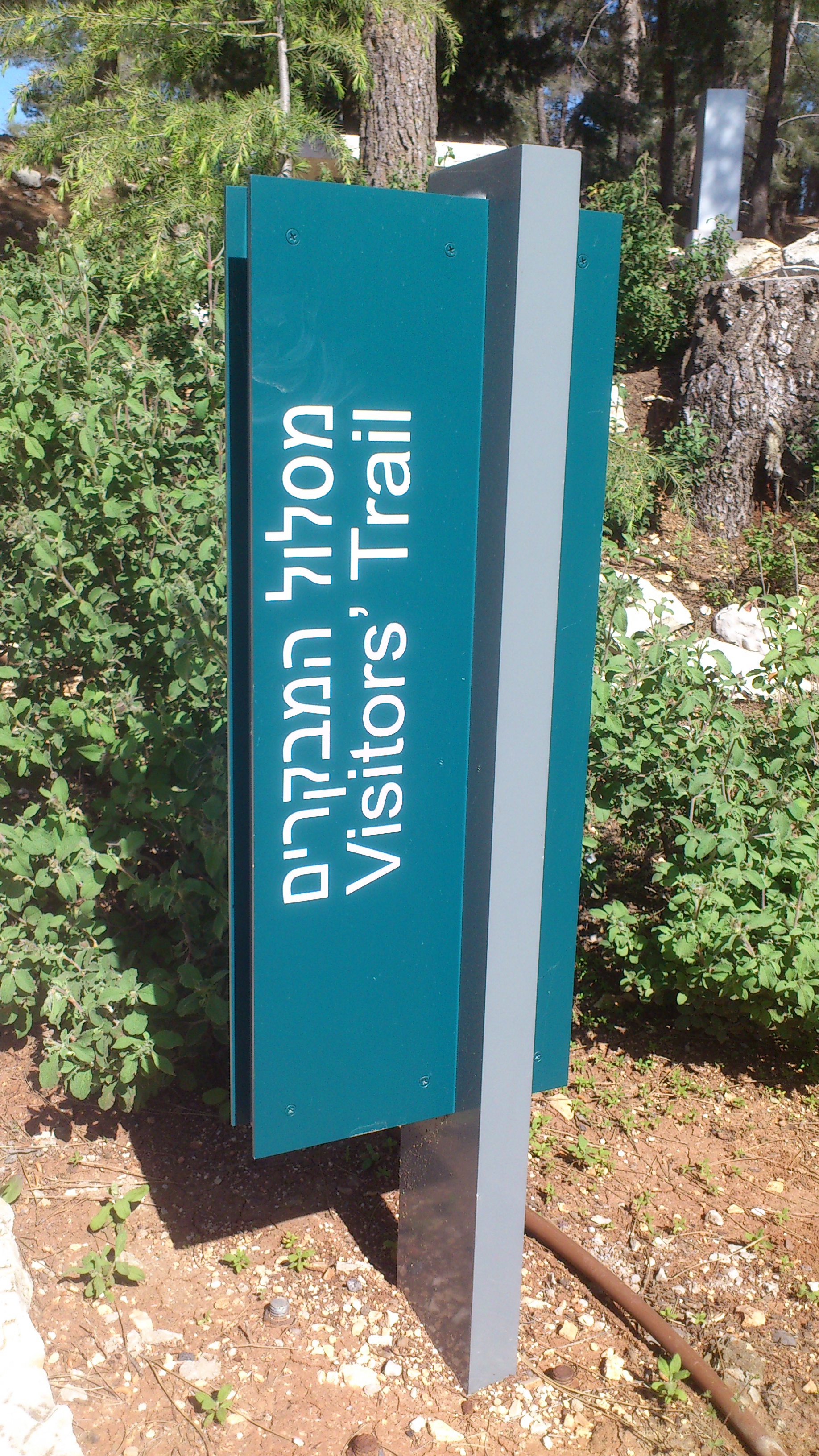
visitants rastre
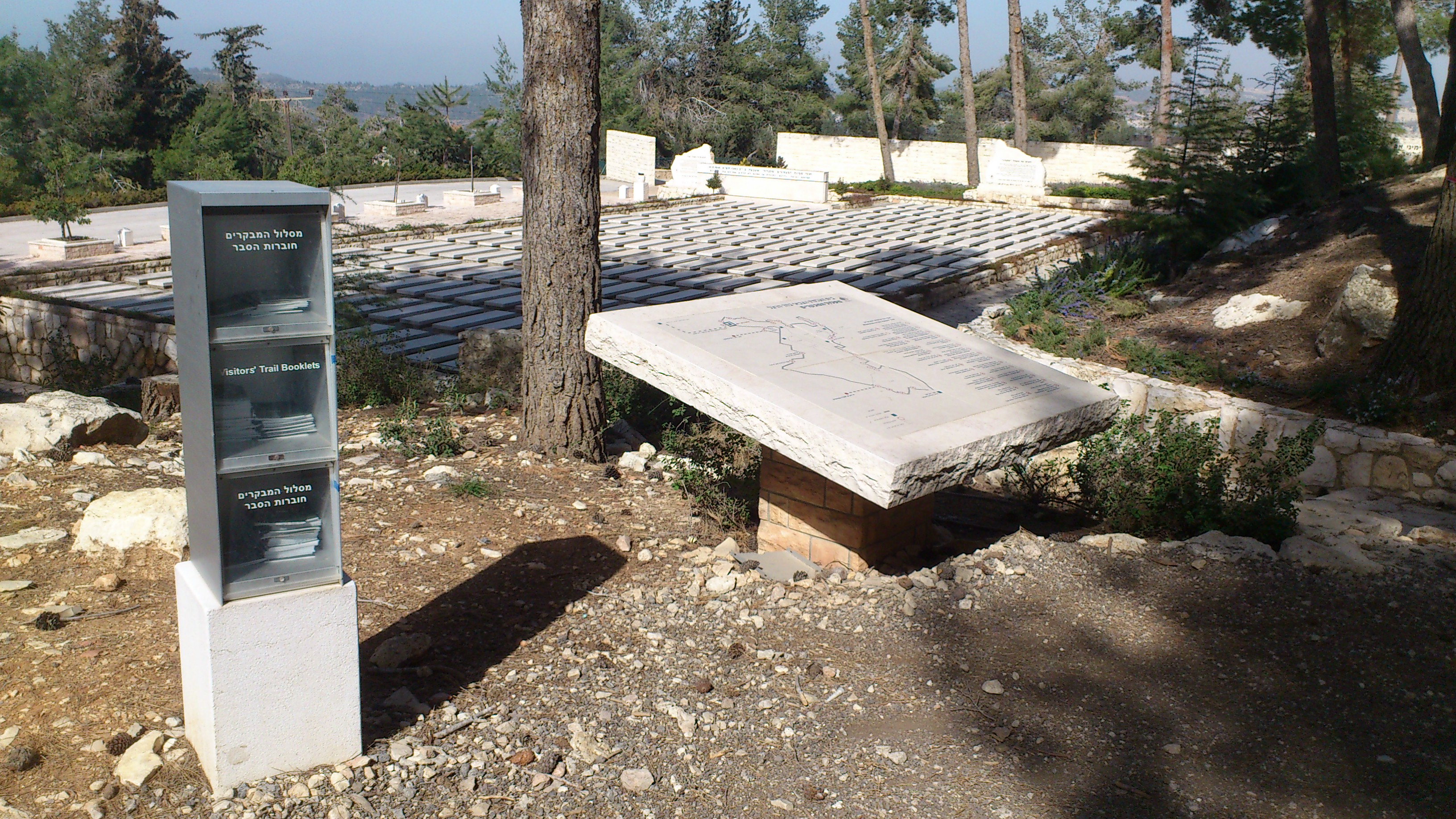
Punts Mapa fullet amb explicacions
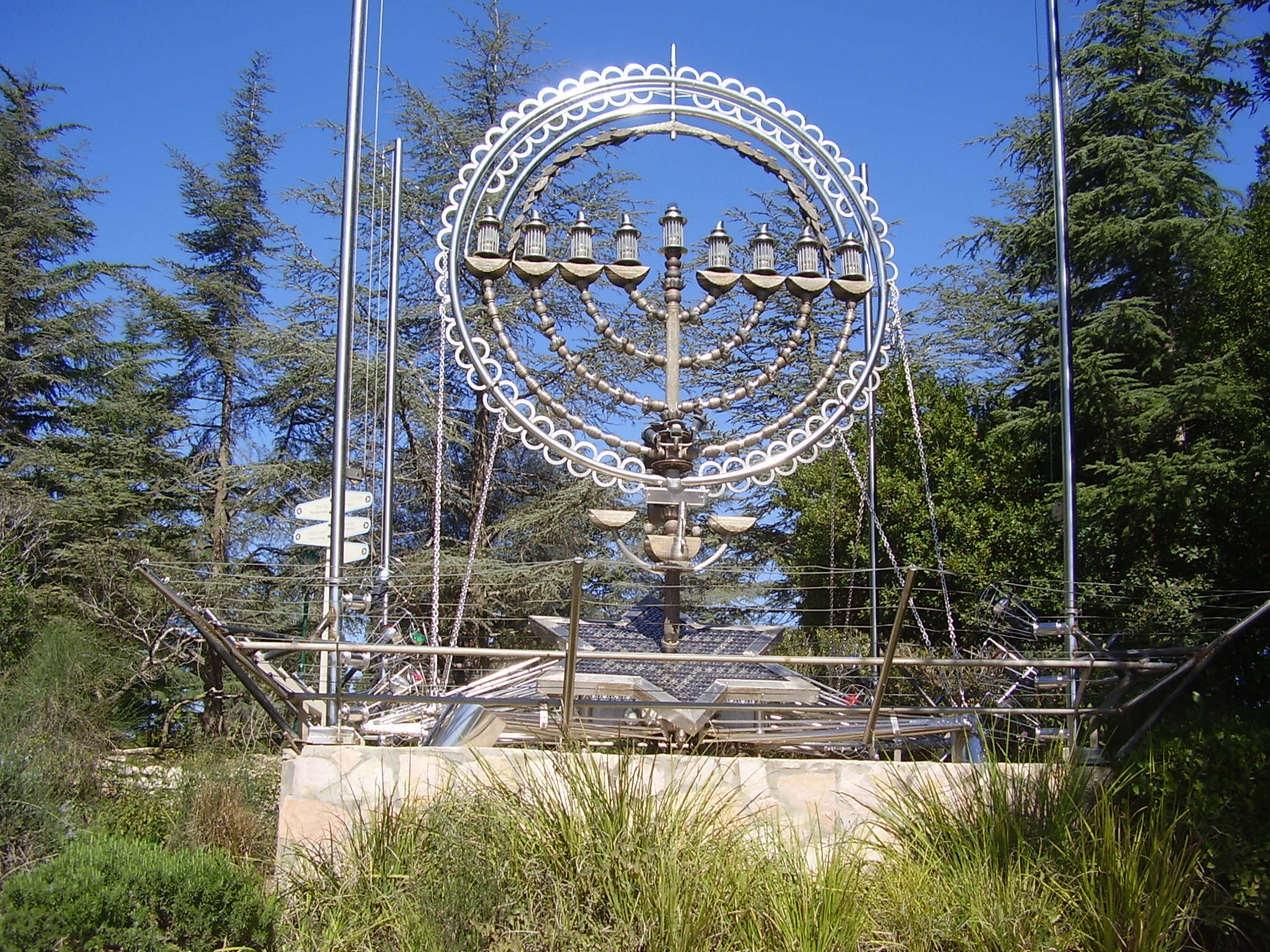
Escultura d'una menorà al Mont Herzl
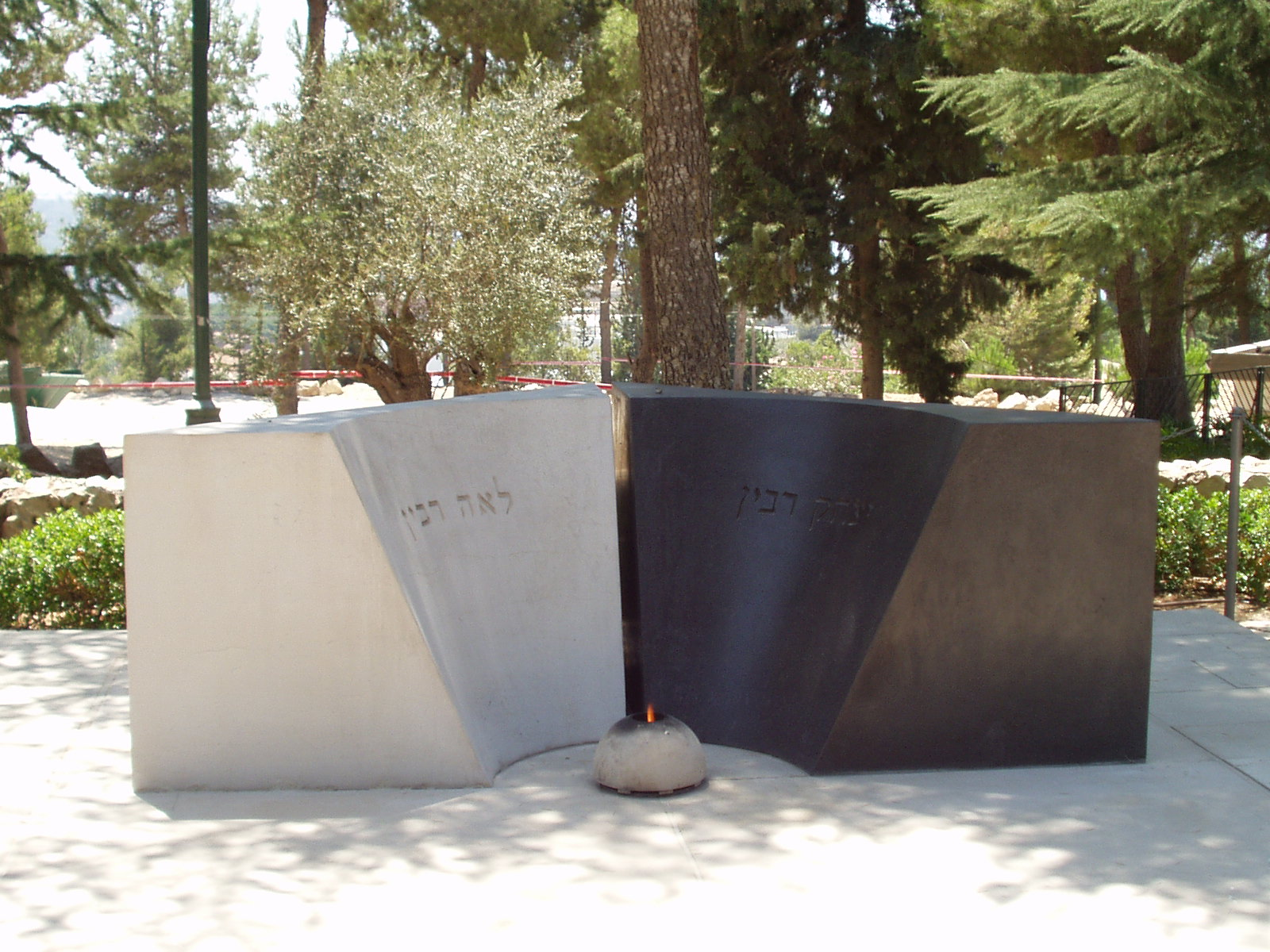
La tomba d'Itzjak Rabin
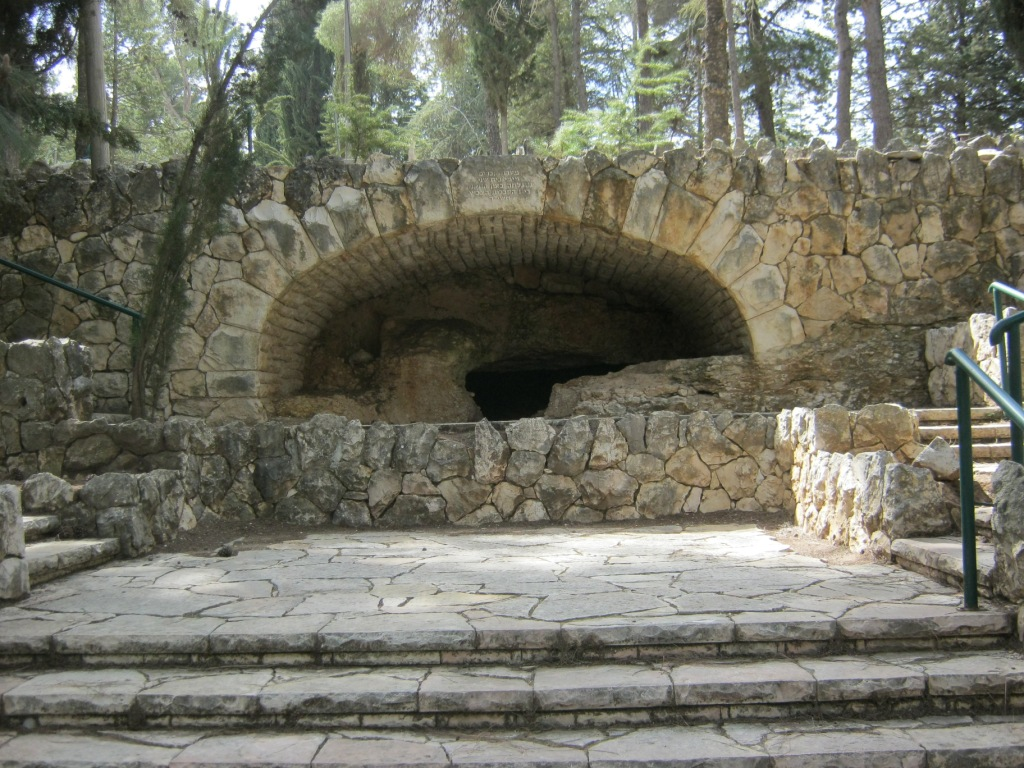
Antiga cova d'enterrament jueva del Temple 2
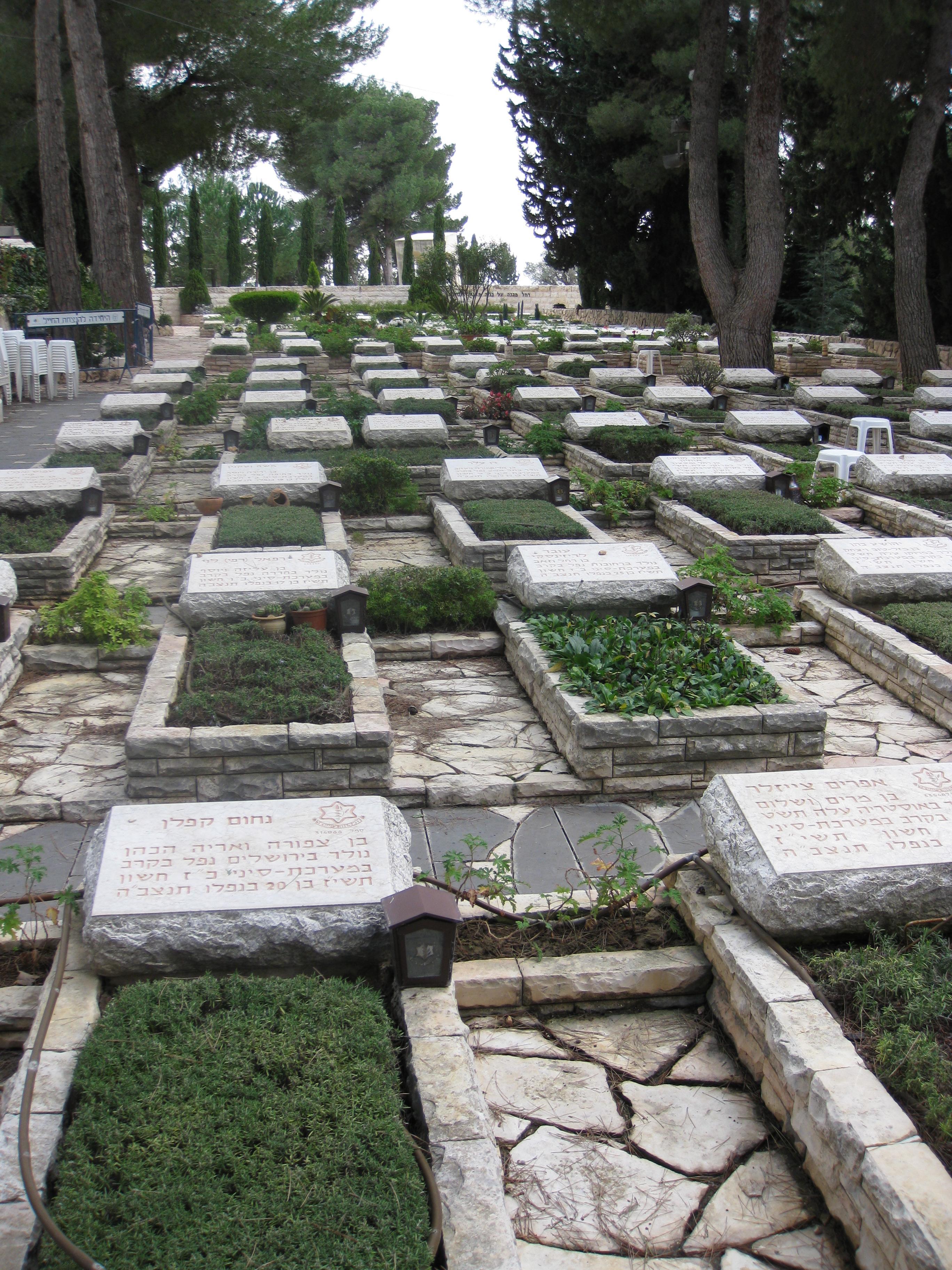
El cementiri nacional de policies i soldats
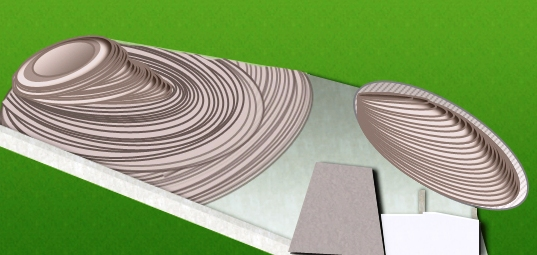
Il·lustració del Hall National Memorial veure com la forma d'una torxa - 2015

## Muntanya del Record
La Muntanya del Record (a les víctimes de l'Holocaust) es troba a l'oest del Mont Herzl, a 804 metres sobre el nivell del mar. El museu Yad va-Xem es troba en la part superior de la muntanya. El lloc està situat en el Bosc de Jerusalem en el vessant occidental de la Muntanya Herzl ("La Muntanya del Record").